# Grevillea decipiens
Grevillea decipiens är en tvåhjärtbladig växtart som beskrevs av Mcgill.. Grevillea decipiens ingår i släktet Grevillea och familjen Proteaceae. Inga underarter finns listade i Catalogue of Life.